# Chiến dịch Phú Xuân 1786
Chiến dịch Phú Xuân 1786 là loạt trận đánh giữa quân Tây Sơn và chúa Trịnh trong cuộc nội chiến nước Đại Việt cuối thế kỷ 18. Chiến dịch này là một phần của Chiến tranh Tây Sơn-Chúa Trịnh, mở đường cho các cuộc bắc tiến thắng lợi của quân Tây Sơn trong quá trình tiêu diệt thế lực họ Trịnh tại Bắc Hà.
Chiến dịch Phú Xuân bao gồm những việc đánh chiếm toàn bộ lãnh thổ từ sông Gianh trở vào nam tới Thuận Hóa, mà trọng điểm là thành Phú Xuân.

## Bối cảnh
Nước Đại Việt ngay sau khi thống nhất một thời gian ngắn sau chiến tranh Lê-Mạc lại bị chia cắt từ đầu thế kỷ 17 tới cuối thế kỷ 18 thành Đàng Ngoài và Đàng Trong. Năm 1771, anh em Tây Sơn nổi dậy chống chúa Nguyễn ở Đàng Trong, chính quyền chúa Nguyễn nghiêng ngả. Chúa Trịnh Sâm ở Đàng Ngoài nhân cơ hội đó phái Hoàng Ngũ Phúc mang quân vào đánh Phú Xuân. Đầu năm 1775, quân Trịnh đánh chiếm Phú Xuân, chúa Nguyễn Phúc Thuần bỏ chạy vào Nam Bộ.
Quân Trịnh tiếp tục đánh thắng quân Tây Sơn khiến Nguyễn Nhạc phải quy phục và nhận làm tiên phong đánh chúa Nguyễn. Từ năm 1776 đến năm 1785, Tây Sơn nhiều lần tấn công chúa Nguyễn ở Nam Bộ, giết 2 chúa Nguyễn Phúc Thuần, Nguyễn Phúc Dương và đuổi chúa Nguyễn Ánh chạy sang lưu vong ở Xiêm La.
Sau khi làm chủ Nam Trung Bộ và Nam Bộ, Tây Sơn quay sang phía bắc đánh Trịnh.

## Tình hình hai bên
Ngay sau khi hạ được thành Phú Xuân và tiến xuống đánh thắng quân Tây Sơn ở Quảng Nam, quân Trịnh đã có biểu hiện suy yếu. Thu hàng Tây Sơn, quân Trịnh ngưng chiến và sau đó bị dịch bệnh hoành hành, quân bị thương vong khá nhiều. Cuối năm 1775, Hoàng Ngũ Phúc kiến nghị Trịnh Sâm bỏ Quảng Nam rút về Thuận Hóa rồi trở về bắc. Trịnh Sâm chấp thuận.
Thế lực họ Nguyễn ở Quảng Nam thấy quân Trịnh rút đi bèn nổi dậy định chiếm cứ nhưng Nguyễn Nhạc đã điều binh đánh tan lực lượng này và chiếm Quảng Nam. Trịnh Sâm thấy Quảng Nam xa xôi hiểm trở và ngại dùng binh, nhân đấy mới trao cho Nguyễn Nhạc trấn giữ.
Năm 1778, sau khi giết được hai chúa Nguyễn, Nguyễn Nhạc tự xưng làm vua, đặt niên hiệu Thái Đức. Chúa Trịnh dù biết nhưng không hỏi đến. Trấn thủ Thuận Hóa của họ Trịnh là Phạm Ngô Cầu được đánh giá là người tham lam nhút nhát, tham tụng Hồ Sĩ Đống từ Thuận Hoá về kinh, đã nhiều lần xin bổ viên tướng khác thay cho Ngô Cầu, nhưng Trịnh Sâm không nghe theo.
Năm 1782, Trịnh Sâm chết, hai con là Trịnh Khải và Trịnh Cán tranh nhau làm chúa. Trịnh Khải giết người phụ tá Hoàng Đình Bảo của Trịnh Cán (còn nhỏ), giành lấy ngôi chúa. Thủ hạ của Đình Bảo là Nguyễn Hữu Chỉnh chạy vào nam đầu hàng Tây Sơn.
Tháng 3 năm 1786, dân Bắc Hà bị nạn đói, giá gạo tăng vọt, thây chết nằm liền nhau. Trịnh Khải hạ lệnh ai nộp của sẽ trao cho quan chức, nhưng không ai hưởng ứng, bèn dùng sắc lệnh bắt ức nhà giàu để lấy tiền chia ra phát chẩn.
Nhận thấy thời cơ đánh Bắc Hà, Nguyễn Huệ đề nghị Nguyễn Nhạc đánh ra bắc nhưng Nguyễn Nhạc ngần ngại chưa quyết.
Sang tháng 4 năm đó, Phạm Ngô Cầu sai sứ là Nguyễn Phú Như vào Quy Nhơn mượn tiếng trao đổi vấn đề biên giới, nhưng thực ra muốn dò tình hình Tây Sơn. Phú Như vốn có quen biết với Nguyễn Hữu Chỉnh, bèn mang tình hình Thuận Hóa nói lại. Hữu Chỉnh bèn xin Nguyễn Nhạc ra quân đánh Thuận Hóa. Lúc đó Nguyễn Nhạc mới quyết định.

## Diễn biến

### Bố trí lực lượng hai bên
Nguyễn Nhạc cử Nguyễn Huệ làm tổng chỉ huy các cánh quân thủy bộ, Vũ Văn Nhậm làm tả quân đô đốc, Nguyễn Hữu Chỉnh làm hữu quân đô đốc, Nguyễn Lữ chỉ huy đội dự bị thủy quân. Theo giáo sĩ La Grand de la Liraye trong cuốn Notes historiques sur la nation annamite, tổng số quân Tây Sơn tham chiến gồm 5.000 tiền quân, 2.000 hậu quân và 3.000 thủy binh, tất cả 1 vạn người.
Phía quân Trịnh có trên 3 vạn quân. Từ khi Hoàng Ngũ Phúc và Bùi Thế Đạt rút đi (1775) đã bố trí lực lượng phòng bị. Từ sông Gianh tới đèo Hải Vân, có nhiều đồn để cứu ứng cho nhau. Tuy nhiên, đất Thuận Hóa trong nhiều năm không có chiến tranh, quân số tuy khá đông nhưng phòng thủ không chặt chẽ. Chủ tướng Phạm Ngô Cầu chuyên làm việc buôn bán, không sắm sửa khí giới phòng bị lương thực nên quân Trịnh và dân đều chán nản khinh thường.
Nhằm triệt để lợi dụng thời tiết mùa hè, gió nồm thổi mạnh có thể đưa thủy quân tiến nhanh ra đánh phá phía bắc, Nguyễn Huệ lập kế hoạch đánh bất ngờ ở các điểm phòng thủ quân Trịnh từ sông Gianh trở vào, từ Hải Vân trở ra và từ cạnh sườn vào Phú Xuân:
- Đạo quân thủy tiến đánh Phú Xuân
- Một đạo thủy quân của Nguyễn Lữ tiến thẳng ra sông Gianh rồi chia làm hai: một cánh án ngữ sông Gianh ngăn viện binh quân Trịnh ở Nghệ An vào cứu; cánh kia đánh xuống các đồn quân Trịnh ở Bố Chính, Leo Heo và hợp với cánh quân từ Phú Xuân tiến ra đánh Dinh Cát.
- Toàn bộ bộ binh tập trung đánh đèo Hải Vân rồi tiến ra Phú Xuân.

### Quân Tây Sơn đánh đèo Hải Vân
Biết Phạm Ngô Cầu là người tin vào việc bói toán, Nguyễn Huệ sai một thủ hạ người Hoa giả làm thầy bói tới Phú Xuân ra mắt quận Tạo Phạm Ngô Cầu, khuyên Cầu nên lập đàn giải hạn. Quận Tạo nghe theo, bèn lập đàn chay ở chùa Thiên Mụ trong 7 ngày 7 đêm, bắt quân phục dịch vất vả. Trong khi tướng sĩ phía Trịnh mất cảnh giác thì quân Tây Sơn bắt đầu lên đường ra bắc ngày 28 tháng 4 âm lịch tức 25 tháng 5 năm 1786.
Đèo Hải Vân tuy xung yếu, đồn lũy kiên cố nhưng từ nhiều năm quân Trịnh đã khá trễ nải trong việc phòng thủ. Chủ tướng quân Trịnh tại đây là Hoàng Nghĩa Hồ.
Khoảng trung tuần tháng 5 âm lịch năm 1786, đạo quân bộ của Tây Sơn do Nguyễn Huệ đích thân chỉ huy đã tập kích bất ngờ nơi này, quân Trịnh không kịp trở tay. Hoàng Nghĩa Hồ mang quân ra địch bị thua trận và chết tại chiến trường.
Đánh chiếm được Hải Vân, Nguyễn Huệ lập tức thúc quân tiến thẳng ra Phú Xuân.

### Các trận đánh nam sông Gianh
Trong lúc Nguyễn Huệ tác chiến ở phía nam thì Nguyễn Lữ mang quân thủy ra sông Gianh. Tại đây, quân Tây Sơn chia làm 2 cánh. Một cánh án ngữ sông Gianh ngăn viện binh Trịnh từ bắc sông Gianh kéo vào; cánh kia tiến xuống chiếm đồn Bố Chính và lũy Đồng Hới.
Tuy tại đây có không ít đồn phòng thủ nhưng các cánh quân Trịnh tại đây đều có tinh thần chiến đấu thấp. Khi quân Tây Sơn kéo đến, các tướng sĩ Bắc Hà đều bỏ thành lũy chạy trốn. Khi quân Tây Sơn chiếm được Bố Chính sắp tiến vào Leo Heo thì quân Trịnh tại đây cũng bỏ chạy, nhưng bị dân địa phương bắt nộp cho quân Tây Sơn.
Quân Tây Sơn tiến đánh lũy Đồng Hới (lũy Thầy) do Phái Vị hầu và Ninh Tốn chỉ huy. Tuy thành lũy khá kiên cố nhưng tinh thần quân Trịnh tại đây cũng bạc nhược. Hai tướng Trịnh sợ bị đánh từ cả đường thủy lẫn đường bộ, không dám chống cự bèn theo đường núi trốn thoát về Bắc. Ngày 26 tháng 5 âm lịch tức 21 tháng 6, quân Tây Sơn chiếm đóng lũy Đồng Hới.

### Trận chiến ở thành Phú Xuân
Trong khi Phạm Ngô Cầu vẫn đang cầu cúng ở chùa Thiên Mụ thì tàn quân Trịnh ở Hải Vân chạy về báo tin Hoàng Nghĩa Hồ tử trận. Quận Tạo hoảng sợ, biết mình mắc mưu quân Tây Sơn, vội lệnh cho quân sĩ về thành chuẩn bị đối phó, nhưng các tướng sĩ vất vả phục dịch nhiều ngày nên mỏi mệt và tinh thần chiến đấu suy nhược.
Để ly gián các tướng Trịnh giữ Phú Xuân là Phạm Ngô Cầu và Hoàng Đình Thể, Nguyễn Huệ theo kế của Nguyễn Hữu Chỉnh, dùng Chỉnh đứng tên nhân danh người quen cũ, viết thư dụ hàng Hoàng Đình Thể, song lại sai người cố ý đưa thư nhầm cho Phạm Ngô Cầu. Phạm Ngô Cầu đang bối rối và mỏi mệt lại tiếp nhận thư của Nguyễn Hữu Chỉnh gửi Hoàng Đình Thể, bắt đầu nghi ngờ Đình Thể không hết lòng chiến đấu. Bản thân quận Tạo cũng sinh ý định hàng Tây Sơn. Quận Tạo bèn dìm bức thư đó không đưa cho quận Thể.
Không lâu sau quân Tây Sơn kéo đến sát thành Phú Xuân. Đạo thủy quân của Vũ Văn Nhậm chỉ huy tới cửa biển thì gặp một tàu Bồ Đào Nha. Tàu này vốn của thương nhân thường tới làm ăn tại Phú Xuân nên họ ủng hộ Phạm Ngô Cầu chống Tây Sơn. Quân Tây Sơn bèn bao vây đốt phá tàu, thuyền trưởng và các sĩ quan người Bồ Đào Nha bị quân Tây Sơn quăng xuống biển. Tàu bị đốt cháy, được phá làm từng mảnh dùng làm cầu phao, còn các thủy thủ được Tây Sơn thu dụng.
Thắng tàu Bồ Đào Nha, thủy quân Tây Sơn theo sông Hương áp sát thành, trong khi đó bộ binh Tây Sơn cũng tiến đến vây thành.
Trong thành, Phạm Ngô Cầu bàn nên hàng, còn Hoàng Đình Thể muốn đánh. Vì quận Thể quyết chiến, quận Tạo để quận Thể mang quân nghênh chiến, còn mình giữ thành.
Hoàng Đình Thể mang quân lên mặt thành chống cự, tập trung pháo bắn xuống dữ dội. Bộ binh Tây Sơn bị pháo bắn phải giãn vòng vây lùi ra xa. Nguyễn Huệ điều quân bộ lên thuyền thủy binh ở bờ sông Hương, dùng đại bác bắn lên thành chống lại pháo quân Trịnh, nhưng từ mặt nước lên mặt thành quá cao (hơn 2 trượng) nên đại bác Tây Sơn bắn không tới. Một chiến thuyền Tây Sơn bị bắn chìm.
Nguyễn Huệ buộc phải hạ lệnh cho quân Tây Sơn ngưng chiến. Lúc đó là tháng 5 đang mùa nước lũ. Thông thường ban ngày mực nước sông Hương thấp, tới đêm nước dâng cao. Biết quy luật nước lên xuống, Nguyễn Huệ bèn đổi chiến thuật không đánh ban ngày mà đánh ban đêm.
Đêm ngày 20 tháng 5 âm lịch tức 15 tháng 6 năm 1786, nước dâng ngập chân thành Phú Xuân. Nguyễn Huệ hạ lệnh tiến công. Thủy quân Tây Sơn tiến đến nã pháo vào trong thành. Hỏa lực quân Trịnh mất tác dụng. Hoàng Đình Thể không thể dùng pháo binh chống lại quân Tây Sơn được nữa, phải cùng các con và thuộc tướng Vũ Tá Kiên mở cửa thành ra nghênh địch.
Đánh nhau được 1 canh giờ, Hoàng Đình Thể thuốc súng và đạn đều hết, bèn sai người vào thành xin tiếp viện, nhưng Phạm Ngô Cầu đóng cửa thành không cứu viện. Đình Thể cùng hai người con và tì tướng là Vũ Tá Kiên dựa vào thành lũy để bày trận, đem hết sức lực chiến đấu. Nhưng trong lúc quận Thể đang chiến đấu thì trên mặt thành, quận Tạo đã kéo cờ trắng xin hàng. Hai người con quận Thể phóng ngựa ra trận, ngựa bị què, bèn xuống ngựa đánh bộ, bị trọng thương, chết tại mặt trận. Đình Thể cùng Tá Kiên lần lượt tử trận.
Nguyễn Huệ thúc quân ồ ạt tiến lên chiếm thành. Ngô Cầu mở cửa thành xe quan tài ra hàng, đốc thị Nguyễn Trọng Đang chết ở trong đám loạn quân. Thuận Hóa thuộc về Tây Sơn.

## Kết quả và ý nghĩa
Lực lượng quân Trịnh bị tiêu diệt gần hết, chỉ còn vài trăm người chạy thoát ra ngoài thành nhưng bị dân địa phương đón đường giết chết. Chỉ có một người lính duy nhất sống sót được chạy về Dinh Cát báo tin thất trận ở Phú Xuân. Trấn thủ Dinh Cát là con rể chúa Trịnh nghe tin thất kinh, bỏ Dinh Cát chạy song sau đó bị bắt cùng 200 thuộc hạ.
Vùng kiểm soát của quân Trịnh ở Nam sông Gianh đã bị cánh quân Nguyễn Lữ tấn công đánh chiếm đồng thời với trận chiến tại thành Phú Xuân. Tới ngày 21/6/1786, quân Tây Sơn chiếm xong Lũy Thầy và tới ngày 22/6/1786 thì chiếm nốt Dinh Cát bỏ trống.
Chiến dịch Phú Xuân 1786 diễn ra trong 28 ngày, quân Tây Sơn tiêu diệt đại bộ phận quân Trịnh ở phía nam sông Gianh – vùng đất mà chính quyền Lê - Trịnh mới mở từ cuộc chiến năm 1774-1775 và khiến chính quyền chúa Trịnh vốn suy yếu càng đẩy nhanh tới tan rã. Nhân đà thắng lợi này, Nguyễn Huệ thúc quân tấn công ra bắc. Lực lượng họ Trịnh nhanh chóng bị đánh bại và chính quyền chúa Trịnh sụp đổ 1 tháng sau đó (21/7/1786).